# 1065

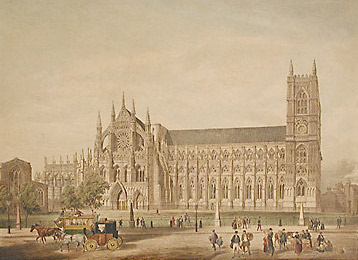
Westminster Abbey, ingewijd in 1065

Het jaar 1065 is het 65e jaar in de 11e eeuw volgens de christelijke jaartelling.

## Gebeurtenissen
- 27 december - Koning Ferdinand I van Castilië sterft. Het rijk wordt onder zijn vijf kinderen verdeeld. Sancho krijgt Castilië, Alfonso wordt koning van León, Garcia krijgt Galicië, Urraca krijgt Zamora en Elvira krijgt Toro.
- 28 december - Inwijding van de abdij van Westminster.
- Viborg wordt een bisschopszetel.
- Waltheof wordt benoemd tot earl van Huntingdon.
- Sancho I van Aragón trouwt met Isabella van Urgel.
- Hendrik IV van Duitsland wordt meerderjarig. Zijn moeder Agnes van Poitou gaat in een klooster.
- In Rijsel komt het St. Pieterskapittel gereed.
- Voor het eerst genoemd: Bargfeld, Jemappes, Laar, Lessen, Mesen.

## Opvolging
- Castilië - Ferdinand I van León opgevolgd door zijn zoon Sancho II
- Chalon - Theobald opgevolgd door zijn zoon Hugo II
- Forcalquier - Bertrand I van Provence opgevolgd door zijn dochter Adelheid
- Khmer-rijk - Udayadityavarman II opgevolgd door Harshavarman III
- Galicië - Ferdinand I van León opgevolgd door zijn zoon Garcia I
- Gronsveld -
- Leon - Ferdinand I opgevolgd door zijn zoon Alfons VI
- Neder-Lotharingen - Frederik van Luxemburg opgevolgd door Godfried III van Verdun
- Mâcon - Godfried opgevolgd door zijn zoon Gwijde II
- Northumbria - Tostig opgevolgd door Morcar
- Provence - Bertrand I opgevolgd door zijn moeder Dulcia van Marseille
- Rethel - Manasses II opgevolgd door zijn zoon Hugo I
- Urgell - Armengol III opgevolgd door Armengol IV

## Geboren
- Stefanus I, graaf van Bourgondië (1097-1102)
- Jan I van Waasten, bisschop van Terwaan (1099-1130) (vermoedelijk jaartal)
- Goderik van Finchale, Engels heremiet en componist (jaartal bij benadering)
- Hugo VII, heer van Lusignan (1102-1151) (jaartal bij benadering)
- Robrecht II, graaf van Vlaanderen (1093-1111) (jaartal bij benadering)

## Overleden
- 28 augustus - Frederik van Luxemburg (~62), hertog van Neder-Lotharingen (1045-1065)
- 27 december - Ferdinand I, koning van Léon, Galicië en Castilië (1037-1065)
- Bertha, gravin van Rouergue (1054-1065)
- Bertrand I, graaf van Provence (1051-1065)
- Godfried, graaf van Mâcon (1049-1065)
- Manasses II, graaf van Rethel (1032-1065)
- Theobald, graaf van Chalon (1039-1065)